# 13722 Campobagatin
13722 Campobagatin este un asteroid din centura principală de asteroizi.

## Descriere
13722 Campobagatin este un asteroid din centura principală de asteroizi. A fost descoperit pe 27 august 1998 la Stația Anderson Mesa în cadrul programului LONEOS. Asteroidul prezintă o orbită caracterizată de o semiaxă mare de 2,62 ua, o excentricitate de 0,21 și o înclinație de 2,5° în raport cu ecliptica.